# Eusébio da Veiga

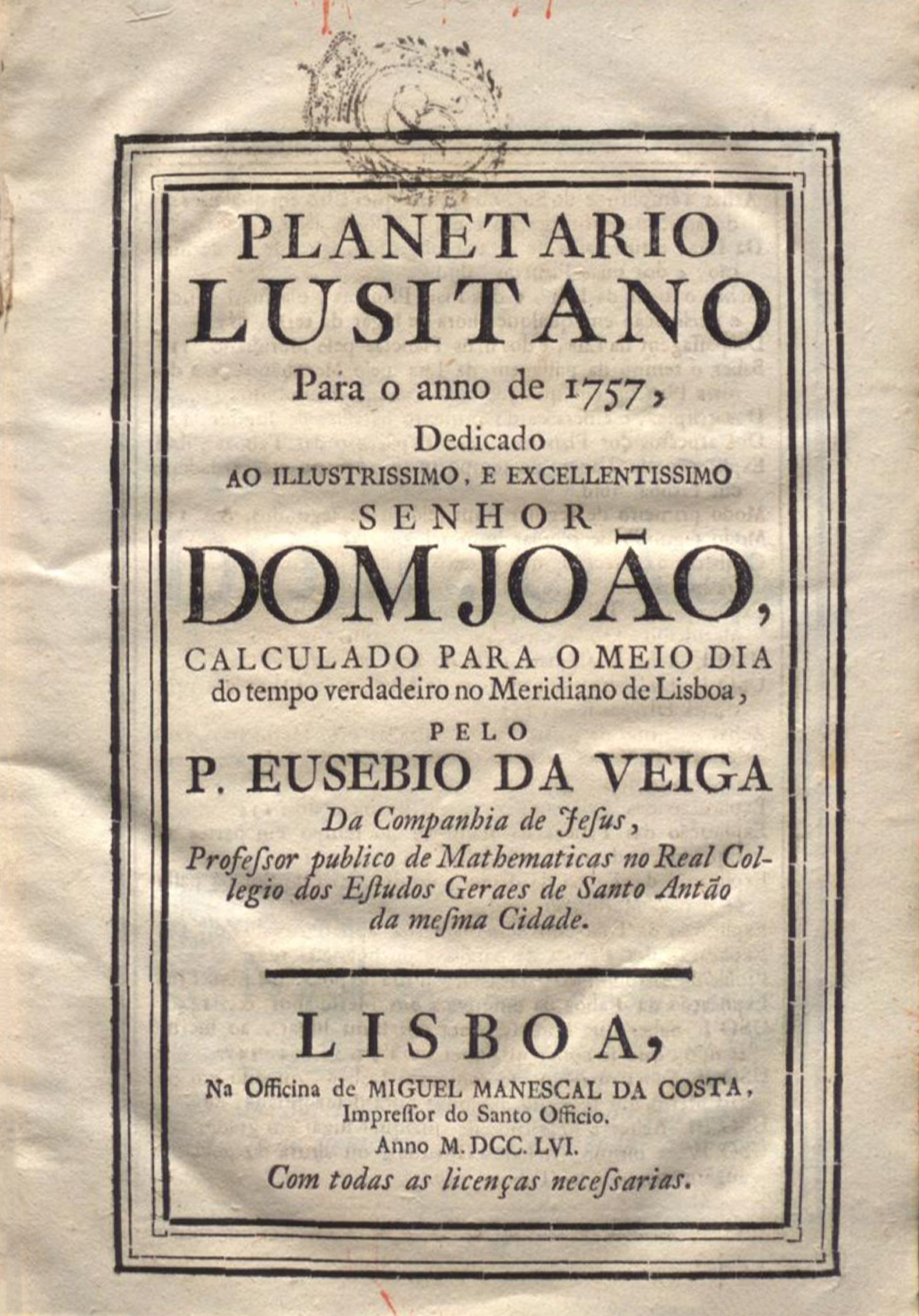
frontispício do Planetario Lusitano, 1757

Eusébio da Veiga (Reveles, 1 de junho de 1718 – Roma, 9 de abril de 1798) foi um matemático e astrónomo português. 

## Biografia
Ele Nasceu no lugar de Reveles, freguesia de Taveiro, no concelho de Coimbra, filho de Manuel Rodrigues e de Maria Ribeira da Veiga. 
Em 1731 entrou no noviciado da Companhia de Jesus em Coimbra onde foi ordenado presbítero em 1748.
Tendo se mudado para Lisboa em 1750, no Colégio de Santo Antão, ele foi professor de matemática, a Aula da Esfera, de 1752 a 1757. Aí enquanto lecionando astronomia e para o observatório astronómico deste colégio, tratou de adquirir instrumentos científicos: um globo Terrestre, duas esferas armilares, dois óculos de dezoito palmos e mais outro de dez palmos, duas pêndulas de mes, um despertador, um quadrante astronómico inglês, um compasso de calibre, uma agulheta de marcar, graduada, e de três polegadas de comprido, um semicírculo de estojo e outros instrumentos miúdos, uma máquina pneumática para os experimentos físicos do ar, com os quais veio a realizar observações solares e lunares. 
Em 1756 redigiu Planetario Lusitano, as primeiras Efemérides Astronómicas em Portugal. O grande terramoto de 1 de novembro de 1755 destruiu parte do Colégio de Santo Antão e derrubou a "Especula".~
Em 1759 os jesuítas ao serem expulsos da Portugal, Eusébio da Veiga e 16 jesuítas são reunidos aos jesuítas do Noviciado da Cotovia e embarcados para os Estados Pontifícios, chegando a Civitavecchia a 24 de outubro 1759. Em 1784 foi nomeado director da Specula Caetani, o observatório astronómico de Francesco Caetani, XI duque de Sermoneta, em Roma. Juntamente com o astrônomo carmelita Atanasio Cavalli ele publicou o Effemeridi romane para o ano de 1785. 
Morreu em 9 de abril de 1798, com 80 anos de idade, no Hospício de Santo António dos Portugueses, em Roma, de cuja igreja fora reitor.
Ele Fui Sócio da Real Sociedade de Londres, da Academia de História de Portugal, da Academia das Ciências de Lisboa e Sócio Correspondente da Academia das Ciências de Paris.

## Obras
- Eclipsis Partialis Lunae, observata Ulyssipone die vigesima septima martii anno 1755, Ulyssipone, ex Praelo Michaelis Manescal da Costa, 1755[4].

- Planetario lusitano para o anno 1757, dedicado ao illustrissimo, e excellentissimo senhor Dom João, calculado para o meio dia do tempo verdadeiro no meridiano de Lisboa, Lisboa, na officina de Miguel Menescal da Costa, 1756.

- Planetario Lusitano, explicado com problemas, e exemplos praticos para methor intelligencia do uso das efemerides, que para os annos futuros se publicão no planetario calculado : e com as regras necessarias para se poder usar delle não só em Lisboa, mas em qualquer meridiano, Dedicado Ao Illustrissimo, E Excellentissimo Senhor D. João, Lisboa, na Officina de Miguel Manescal Da Costa, 1758[5].

- Observatio Eclipsis Solaris Die 26 Octobris anni 1753, Habita Ulyssipone in Aula Sphaerae Regalis Collegii D. Antonii Magni, [Lisboa, 1758?][6].

- Effemeridi astronomiche per l'anno 1785, in Roma, presso Antonio Fulgoni, 1784.

- Tavole dell'Effemeridi astronomiche per l’anno … 1786–1798.

- Trigonometria sphaerica faciliore novoque methodo exposita, Romae, apud Antonium Fulgonium, 1795.